# بروكالوبرايد
بروكالوبرايد(بالإنجليزية: Prucalopride)‏ ويعرف بالأسماء التجارية بروداك (بالإنجليزية: Prudac)‏ هو دواء يساعد على تنظيم حركة الأمعاء، ويستخدم لعلاج الإمساك، انسداد الأمعاء المزمن. 

## الاستخدامات الطبية
هو دواء يساعد على تنظيم حركة الأمعاء، ويستخدم لعلاج:
- الإمساك
- انسداد الأمعاء المزمن
- الانتفاخ

## الآثار الجانبية
تشمل الآثار الجانبية الشائعة:
- آلام البطن
- التقيؤ
- الصداع
- الأرق
- الغثيان
- الإسهال

## روابط خارجية
- "بروكالوبرايد". بوابة المعلومات الدوائية. المكتبة الوطنية الأمريكية للطب. مؤرشف من الأصل في 2022-12-05.
- succinate "بروكالوبرايد سكسينات". بوابة المعلومات الدوائية. المكتبة الوطنية الأمريكية للطب. مؤرشف من الأصل في 2020-10-21. {{استشهاد ويب}}: تحقق من قيمة |مسار أرشيف= (مساعدة)